# Henri Coutard
Henri Coutard (Marolles-les-Braults, 27 april 1876 - Le Mans, 16 maart 1950) was een Franse radioloog.

## Leven en werk
Hij werkte aan het Institut du Radium in Parijs onder Madame Curie. Coutard experimenteerde met röntgenbestraling volgens verschillende fractioneringsschema’s. Hij was de eerste die dit deed. Coutards invloed was groot, zowel in Europa als in de Verenigde Staten.
Op het Internationale Congres voor Oorheelkunde in Parijs in 1922 presenteerden Regaud, Coutard en Hautant een radiologische behandeling van een larynxcarcinoom die succesvol was. Dit was de eerste keer dat een niet-chirurgische behandeling effectief bleek. Hiermee werd radiotherapie een onafhankelijk specialisme.

## Bron
- D.J.Th. Wagener: De geschiedenis van de oncologie. Houten, Bohn Stafleu van Loghum, 2008. ISBN 978-90-313-5232-6